# Antoine-Achille d'Exéa-Doumerc
Pour les articles homonymes, voir Exéa.
Le comte Antoine-Achille d'Exéa-Doumerc (1807-1902) est un général français du Second Empire, grand-croix de la Légion d'honneur.
Il s'illustre au cours de la conquête de l'Algérie  puis de la guerre franco-allemande de 1870.

## Biographie

### Famille
Achille d'Exéa est né le 24 février 1807, fils de Marie-Louise de Trivio et de Jean-Barthélémy d'Exéa, gentilhomme émigré pendant la Révolution, ayant servi dans l'armée des Princes comme chef de bataillon au régiment anglais de Dillon.

### Études
Le jeune Antoine-Achille embrasse la carrière des armes, entre au prytanée militaire de La Flèche et en sort à 16 ans pour intégrer Saint-Cyr. 

### Carrière militaire

#### Premières campagnes
Sous-lieutenant à 18 ans, il prend part à la campagne d'Espagne, fait ses premières armes en Grèce pendant l'expédition de Morée (1828) et est nommé lieutenant le 26 juin 1830.

#### Campagne d'Algérie
Capitaine le 31 juillet 1836, il obtient l'année suivante de passer au 2e bataillon d'infanterie légère d'Afrique (les "Zéphirs") à Bougie, bataillon avec lequel il fait de nombreuses expéditions, jusqu'à la création des bataillons de chasseurs à pied en 1840. Noté comme un brillant officier, il est alors désigné pour passer dans cette arme nouvelle que le duc d'Orléans, son organisateur, veut composer des meilleurs éléments.

Le capitaine d'Exéa est envoyé au 5e bataillon, au camp de Saint-Omer.

Décoré le 21 juin 1840 et promu chef de bataillon le 21 novembre 1841 au 61e de ligne, il revient en Algérie, dans la province de Constantine.

Officier de la Légion d'honneur le 20 décembre 1843, et nommé en 1844 au commandement du 10e bataillon de chasseurs à pied, dans la province d'Oran, il prend une part brillante à la bataille d'Isly. Le 28 août 1846, il est promu lieutenant-colonel au 56e de ligne toujours en Algérie, dans la province d'Oran.
Colonel le 31 octobre 1848. 

Il quitte l'Algérie en 1848, pour aller prendre le commandement du 25e de ligne, et le 28 décembre 1852 il reçoit les étoiles de général de brigade. 
Il reçoit la croix de commandeur le 22 septembre 1855. Il prend ensuite le commandement de la subdivision d'Aumale. Devenu un des plus anciens généraux de brigade de l'armée, il est promu général de division le 20 décembre 1864 et grand officier de la Légion d'honneur le 28 décembre 1868.

#### Guerre Franco-Prussienne
Lors de la guerre de 1870, il reçoit le commandement de la 1re division du 13e corps du général Vinoy. Il fait partie de la célèbre retraite de ce corps d'armée sur Paris, face à l'avance prussienne.

Lors de l'organisation de l'armée dans la capitale assiégée, le général d'Exéa est nommé commandant du 3e corps de la 2e Armée de la défense de Paris, et à ce titre, maintenu sans limité d'âge dans la première section de l'état-major général. 

Trois jours avant la bataille de Champigny, le général Trochu, gouverneur de Paris, prévoit la nomination du général d'Exéa comme commandant-en-chef de l'armée du gouvernement de la Défense Nationale, au cas où le général Ducrot serait tué ou fait prisonnier.

Le 17 septembre 1870 Achille d'Exéa est au combat de Montmesly puis le 30 novembre, il prend une part active à la bataille de Champigny, à l'issue de laquelle le gouverneur de Paris décide de le nommer Grand-croix de la Légion d'honneur. Nomination effective le 8 décembre 1870.
Le célèbre Sergent Hoff fut plusieurs fois missionné par le général, qui le décora pour ses coups d'éclat.

#### Dernières années
Le général est maintenu en disponibilité en 1872 malgré sa limite d'âge, comme ayant commandé en chef devant l'ennemi. Il meurt à l'âge de 94 ans, second doyen de l'état-major général. Le vieux soldat comptait alors pas moins de 79 ans de services et 22 campagnes.

### Famille
Issu de la famille d'Exéa, il épouse en janvier 1848 Anne-Marie Brocard-Doumerc, petite-fille du général d'Empire Jean-Pierre Doumerc.
Antoine-Achille a été autorisé à porter le nom d'Exéa-Doumerc par décret du Conseil d'État du 10 août 1876, nom transmis à son fils ainé, Jean d'Exéa-Doumerc. Ce dernier épousa en septembre 1892 Jeanne Lahure, elle aussi petite-fille d'un général d'Empire, Louis Joseph Lahure. Leur fils Pierre, lieutenant aviateur, mourut en 1918 ; la sœur de ce dernier, Pauline, épousa Louis du Cheyron d'Abzac, dont postérité.
Pierre d'Exéa, deuxième fils d'Antoine-Achille d'Exéa-Doumerc, épousa Marie d'Exéa (fille de son cousin germain Alphonse d'Exéa) en 1900. La postérité de cette branche est aujourd'hui représentée par les Delort d'Exéa en France, les Walton au Royaume-Uni et les Chalkan aux États-Unis.

## Décorations
- Grand-croix de la Légion d'honneur (16 décembre 1870)